# デフカーン
デフカーン (ペルシア語: دهقان、dehqān)は、サーサーン朝からイスラーム時代初期にかけて、イラン系の言葉が話されていた地域で見られた、土地を所有する有力者階層を指す言葉である。日本語文献においては「地主」や「郷紳」の訳語が当てられることもある。

## 語源
古代ペルシア語で土地を意味する単語 "dahyu" の派生語、"*dahīgān"（土地に属するの意）が語源であるとされる。『イラン百科事典』が採用する説によると、"dahīgān" がパフラヴィー語において "dehgān" に転訛し、シリア語に入った後、アラビア語化して "دهقان / dehqān" になった。なお、土地を意味する古代ペルシア語 "dahyu" は、現代のペルシア語における「村」を意味する言葉、"deh" （デヘあるいはデフ）の語源でもある。アルメニア語には"dehkan"という語形で入っている。

## 先イスラーム時代
先イスラーム時代のサーサーン朝において、デフカーンは小規模な土地所有者であると考えられていた。ただし初期サーサーン朝の文献においてはデフカーンの存在は証明されていない。デーンカルドのようなゾロアスター教の文献や、イスラームの文献では、デフカーン階級の起源はイランの伝説的な王フーシャング（ホーシャングとも、Hūšang/Hōšang）の兄弟ウェーガルド（Wēkart/d、Waygild）に求められており、その職能は農業と密接に関係付けられている。「デフカーン（dehgān）」という言葉は、サーサーン朝後期に世襲の社会階級として文献などに現れる。社会階層としてのデフカーンは、地元の争いごとなどを調停する者たちであり、農民たちが従わなければならない相手とされていた。
ホスロー1世は、マズダク教の反乱を鎮圧した後、デフカーンらを優遇する社会改革を実行した:29。デフカーンらは、カワード1世とホスロー1世の治世の後半になると、サーサーン朝軍に深く入り込んだり、徴税権を得るようになったりして、影響力を獲得した:29。彼らは影響力を増すにつれ、のちのイスラーム時代の中世期に回顧されることになる、ペルシア人の倫理観、理想、社会規範を育んだ:55。

## イスラーム時代
初期のイスラーム文献においては、デフカーンのほとんどがアラブ支配下における地方支配者として機能していることが読み取れ、デフカーンについて言及するときは「マルズバーン（marzabān, マルザバーンとも。国境の支配者。）」と対照的なものとして位置づけられている。11世紀までのデフカーンは、土地を所有しているか、もしくは直接農業に従事していた。つまり、耕作をしているか、土地の経営を行っていたかのどちらかであった。先イスラーム時代のイランの歴史と文化に精通していたデフカーンらは、知識人として支配者や王族子弟に使えることによって、その政治的・社会的な役割とは別のところで、文化的に重要な役割を果たしていた。
たとえば、バスラの統治者は一説によると三人のデフカーンを伺候させていたという。彼らはサーサーン朝時代の壮大華麗さを主人に語り、アラブ人の支配がずっと劣るものだと感じさせたという。イラン人は、デフカーンたちが抱いた理想をサーサーン朝時代からずっと保持し続け、イスラーム時代に持ち込んだだけでなく、これらの理想を当代の統治層であるアラブ人の貴族らに教え込んだ。そしてアラブ人をイラン人に融合させた。9世紀のターヒル朝は、デフカーン出身者が建てた王朝であり、ペルシア文化の復興に手を付け始めた。
デフカーンは、セルジューク朝時代、セルジューキヤーンが自分たちの帝国を統治するためにデフカーン貴族へと変化するにつれて、重要な役割を演じることとなった。しかしながら、デフカーンとセルジューキヤーンとの間の同盟関係は、トゥグリル・ベグがバグダードに入城した1055年以後、トゥルクマーン部族民の怒りを買った。デフカーンらがイラン文化と深く結びついているが故に、デフカーンという言葉は、アラブ人やトゥルクマーンやルーム人（ビザンチン人を指す）に対して「高貴な血筋のペルシア人」と同義の言葉になってしまっていたのである。ニザーミー・アルーズィーの『四つの講話』によると、『王書』を著したフィルダウスィーがデフカーンの家系に連なる者であったという。自分自身がデフカーンであると言及した詩人としては、ほかに、カトラーン・タブリーズィーがいるが、彼もまた古代イランについて精通していた一人であった。彼の詩は、古代イラン説話の登場人物やその功績の引用で充ち満ちている。